# Ali Osman Renklibay
Ali Osman Renklibay (* 24. Oktober 1948 in Konya) ist ein ehemaliger türkischer Fußballspieler und heutiger Trainer. 

## Spielerkarriere

### Verein
Renklibay erlernte ds Fußballspielen auf den Bolzplätzen seiner Heimatstadt Konya. Mit 15 Jahren begann er beim örtlichen Amateurklub Konya Selçukspor mit dem Vereinsfußball.
Renklibay spielte in den 1970er-Jahren für Adanaspor und MKE Ankaragücü. Bei Ankaragücü wurde er in der Saison 1975/76 gemeinsam mit Cemil Turan von Fenerbahçe Istanbul Torschützenkönig, beide Spieler erzielten 17 Tore. Jedoch war für Renklibay dieser Titel wenig wert, er stieg in der gleichen Spielzeit mit der Mannschaft in die 2. Liga ab.
In der darauffolgenden Saison gelang der Wiederaufstieg in die Süper Lig. Nach der Saison 1978/79 beendete Renklibay seine Karriere.

### Nationalmannschaft
Während seiner Zeit bei Adanaspor wurde Renklibay mehrmals für die Türkische U-21-Nationalmannschaft nominiert und absolvierte dabei drei Spiele.

## Trainerkarriere
In seiner Trainerkarriere war Ali Osman Renklibay für viele Vereine tätig aber ohne Nennswerten Erfolg.

## Erfolge
- Torschützenkönig der Saison 1975/76 (gemeinsam mit Cemil Turan)